# Dillenia insignis
Dillenia insignis är en tvåhjärtbladig växtart som först beskrevs av Albert Charles Smith, och fick sitt nu gällande namn av Hoogl. Dillenia insignis ingår i släktet Dillenia och familjen Dilleniaceae. Inga underarter finns listade i Catalogue of Life.